# Claudio Gavillucci
Claudio Gavillucci (Latina, 3 agosto 1979) è un arbitro di calcio italiano.
Arbitro dal 1996, associato della sezione AIA di Latina, è arrivato fino alla Serie A. Dismesso dal ruolo in Italia, dal gennaio 2020 è arbitro della FA nella National League, la prima lega non professionistica della piramide calcistica inglese, corrispondente alla quinta e sesta serie.

## Carriera
Iniziò la sua carriera come arbitro nazionale con la promozione in CAN D nella stagione 2003-2004. In Serie D totalizza 60 presenze nei quattro anni di militanza, a cui vanno aggiunte la finale play-off del 2006-2007 Pescina VG-Mezzocorona e le finali play-out Horatiana Venosa-Viribus Unitis e Cecina-Montevarchi oltre alla finale di Coppa Italia Serie D 2007-2008 tra Como e Colligiana. Alla fine di quella stagione approdò alla CAN PRO per decisione dell'allora designatore Matteo Apricena.
Il debutto in Lega PRO avvenne il 14 settembre 2008 in occasione della partita Melfi-Vibonese in Seconda Divisione. L'esordio in Prima Divisione invece sempre nella stessa stagione il 15 marzo 2009 nella gara Lumezzane-Venezia.
Al termine del suo primo anno in CAN PRO, sotto la guida del designatore Giancarlo Dal Forno, collezionò 12 presenze in Lega Pro Seconda Divisione e una in Lega Pro Prima Divisione. Al secondo anno di appartenenza, sotto la nuova guida del designatore Stefano Braschi, collezionò 7 presenze in Prima Divisione e 10 presenze in Seconda Divisione. Al terzo anno di appartenenza, sotto la nuova guida del designatore Stefano Farina, collezionò 19 presenze in Prima Divisione e una presenza in Seconda Divisione.
Dopo tre stagioni nelle quali disputò 27 presenze in Prima Divisione, a cui va aggiunta la semifinale play-off Juve Stabia-Benevento e una gara di play-out tra Pergocrema e Monza, ottenne l'ulteriore promozione in CAN B, il 30 giugno luglio 2011, per decisione del designatore Stefano Farina. Il 27 agosto 2011 fa il suo esordio in Serie B nella partita Sassuolo-Nocerina, chiudendo successivamente la stagione con 17 presenze in serie B e sette in serie A come quarto ufficiale. Il 27 aprile 2013 arrivò la prima designazione in Serie A con la partita Atalanta-Bologna oltre alle 18 presenze in serie B e le 12 in serie A come arbitro addizionale.
Al termine della stagione 2014-2015 venne promosso nella CAN A e in tre stagioni in massima serie collezionò 50 presenze.
Il 13 maggio 2018 diresse Sampdoria-Napoli nella quale sospese momentaneamente l'incontro per insulti razzisti provenienti dagli spalti contro i giocatori e il tifo partenopeo risultando poi l'ultima partita della stagione. Il 30 giugno 2018 venne resa nota la sua dismissione dalla CAN A per motivate valutazioni tecniche. Il provvedimento di dismissione venne tuttavia annullato il 23 gennaio 2019 dalla Corte Federale d'Appello, a seguito dell'azione legale da lui intrapresa contro l'AIA per ottenere il reintegro nell'organico della CAN A. A seguito di tale sentenza, il 29 gennaio 2019 l'AIA lo reintegrò  nella CAN A con effetto immediato..
L'11 marzo 2019 tuttavia il Collegio di garanzia dello sport presso il CONI accolse il ricorso dell'AIA, terminando di fatto la sua carriera in massima serie. Inizialmente, essendo ancora arbitro effettivo e appartenente all’AIA, ha potuto arbitrare incontri dei campionati giovanili dilettantistici, in attesa della sentenza della Corte federale e del Collegio di Garanzia del CONI. Alla fine del processo però fu disposto il ritiro della tessera dall’AIA, decretandone così l'uscita dal mondo arbitrale italiano. 
Tuttavia, trasferendosi dalla sua città natale Latina a Liverpool, ha proseguito la sua carriera in Inghilterra e dal novembre del 2019 è arbitro della Federazione inglese nella National League, oltre a proseguire la sua carriera da imprenditore con una sua azienda specializzata in alimentazione sportiva . 
Il 20 maggio 2020 è uscito il suo libro autobiografico intitolato L'uomo nero, le verità di un arbitro scomodo con prefazione di Marco Travaglio.

## Opere
- Claudio Gavillucci, Manuela D'Alessandro e Antonietta Ferrante, L'uomo nero, le verità di un arbitro scomodo, Milano, Chiarelettere, 2020, ISBN 8832962853.